# Communauté de communes de Châtillon-Coligny
Die Communauté de communes de Châtillon-Coligny ist ein französischer Gemeindeverband mit der Rechtsform einer Communauté de communes im Département Loiret in der Region Centre-Val de Loire. Sie wurde am 26. Dezember 2001 gegründet und umfasste 12 Gemeinden. Der Verwaltungssitz befand sich im Ort Châtillon-Coligny.

## Historische Entwicklung
Mit Wirkung vom 1. Januar 2017 fusionierte der Gemeindeverband mit
- Communauté de communes du Canton de Lorris sowie
- Communauté de communes du Bellegardois

und bildete so die Nachfolgeorganisation Communauté de communes Canaux et Forêts en Gâtinais.

## Ehemalige Mitgliedsgemeinden
1. Aillant-sur-Milleron
2. La Chapelle-sur-Aveyron
3. Le Charme
4. Châtillon-Coligny
5. Cortrat
6. Dammarie-sur-Loing
7. Montbouy
8. Montcresson
9. Nogent-sur-Vernisson
10. Pressigny-les-Pins
11. Sainte-Geneviève-des-Bois
12. Saint-Maurice-sur-Aveyron